# کوه لانتوی
کوه لانتوی (به لاتین: Mount Lantoy) یک کوه در فیلیپین است که در سیبو واقع شده‌است. کوه لانتوی ۵۹۳ متر بالاتر از سطح دریا واقع شده‌است.